# مايكل فيرهويفن
مايكل فيرهويفن (بالألمانية: Michael Verhoeven)‏ هو كاتب سيناريو ومخرج وممثل ألماني، ولد في 13 يوليو 1938 في ألمانيا. من الجوائز التي نالها وسام الاستحقاق البافاري.

## جوائز
- وسام الاستحقاق البافاري

## وصلات خارجية
- مايكل فيرهويفن على موقع IMDb (الإنجليزية)
- مايكل فيرهويفن على موقع مونزينجر (الألمانية)
- مايكل فيرهويفن على موقع ألو سيني (الفرنسية)
- مايكل فيرهويفن على موقع أول موفي (الإنجليزية)
- مايكل فيرهويفن على موقع قاعدة بيانات الأفلام السويدية (السويدية)
- مايكل فيرهويفن على موقع ديسكوغز (الإنجليزية)
- مايكل فيرهويفن على موقع قاعدة بيانات الفيلم (الإنجليزية)
- مايكل فيرهويفن على موقع كينوبويسك (الروسية)